# GoalRef
Il GoalRef è un sistema di goal-line technology ideato dall'istituto tedesco per la ricerca Fraunhofer. Esso funziona determinando il passaggio del pallone attraverso la linea di porta mediante l'induzione magnetica. Assieme all'Hawk-Eye, nel 2012 è stato accettato dalle federazioni calcistiche IFAB. e FIFA.

## Storia
Il sistema GoalRef è stato originariamente sviluppato da un'organizzazione danese, dal quale fu posto sotto l'analisi dell'International Handball Federation. Nel 2011 la società Fraunhofer divenne la principale collaboratrice degli inventori originali, ed il sistema fu sottoposto alla prima fase di test condotti per l'IFAB dall'EMPA (Eidgenössische Materialprüfungs- und Forschungsanstalt, laboratorio federale di prova dei materiali e di ricerca). Il GoalRef e l'Hawk-Eye furono gli unici due sistemi che passarono alla seconda fase del vaglio, che includeva dei test in laboratorio e sul campo, oltre che durante alcune partite vere e proprie. In questa fase, il GoalRef fu testato nella Superligaen danese. Il 5 luglio 2012 l'IFAB ha approvato sia il GoalRef e l'Hawk-Eye in linea di principio, rendendo lecito il suo utilizzo in partite professionali nell'ambito di una revisione delle regole del gioco. Ogni installazione, tuttavia, richiede anche l'approvazione del singolo stadio.
La prima competizione ufficiale in cui si è utilizzato il GoalRef è stata la Coppa del mondo per club FIFA 2012.